# Eckhard Fischer (Fußballspieler)
Eckhard Fischer (* 8. Juni 1953) ist ein ehemaliger deutscher Fußballspieler.

## Sportlicher Werdegang
Fischer spielte in der Jugend bei Fortuna Düsseldorf, wo der Mittelfeldspieler später in der Amateurmannschaft auflief und mit dieser in der Spielzeit 1976/77 in der Verbandsliga Niederrhein Drittligameister wurde. Nicht aufstiegsberechtigt zur 2. Bundesliga nahm diese dann statt Vizemeister 1. FC Bocholt an der Deutschen Amateurmeisterschaft 1977 teil. Dort erreichte er die Finalspiele gegen den SV Sandhausen, in Hin- und Rückspiel wirkte er beim Titelgewinn mit.
1978 wechselte Fischer in den Profifußball und schloss sich dem Zweitligaaufsteiger Viktoria Köln an. Hier war er auf Anhieb Stammspieler unter Aufstiegstrainer Fritz Pott und dessen Nachfolger Ernst-Günter Habig. Bis zum erneuten Abstieg des Klubs am Ende der Spielzeit 1980/81 als Tabellenelfter aufgrund der Einführung der eingleisigen 2. Bundesliga bestritt er 101 Zweitligapartien, in denen er drei Tore erzielt hatte. Anschließend lief er für den Klub in der Oberliga Nordrhein auf, in der Spielzeit 1981/82 verpasste er mit der Mannschaft als Tabellenzweiter hinter BV 08 Lüttringhausen die Aufstiegsrunde zur 2. Bundesliga. Der Klub war damit für die Deutsche Amateurmeisterschaft 1982 qualifiziert, scheiterte dort jedoch gegen den 1. FSV Mainz 05 direkt zum Auftakt.